# Абрахам, Нед
Нед Абрахам (англ. Ned Abraham), урождённый Недим Ибрагим (араб. Nedeem Ibrahim‎); род. 11 ноября 1961 года) — ассоциированный профессор хирургии медицинского факультета Университета Нового Южного Уэльса, хирург общего профиля и колоректальный хирург, клинический академик и офицер запаса австралийской армии в отставке. Он выступал на нескольких национальных и международных встречах на четырёх континентах, а его опубликованные статьи в общей, колоректальной и академической хирургии цитировались в медицинской литературе более тысячи раз. Он продолжает практиковать и преподавать хирургию в Кофс-Харборе, Новый Южный Уэльс, Австралия.

## Ранние годы
Абрахам родился под именем Недим Ибрагим в Александрии, Египет, 11 ноября 1961 года в консервативной семье, где был одним из четырёх сыновей. Египет Насера в то время жил между второй и третьей войнами с Израилем. Нед пережил Шестидневную войну в июне 1967 года, когда ему было пять лет, и войну Судного дня в октябре 1973 года, когда ему было одиннадцать, что, вероятно, вызвало у Неда раннюю страсть к помощи человечеству и сильное желание стать хирургом ещё с тех юных лет. Он преуспел в учебе и Недиму было семнадцать лет, когда его приняли на Александрийский медицинский факультет Александрийского университета в Египте в 1979 году.

## Образование, квалификация и карьера
По финансовым причинам у Абрахама было несколько неудачных попыток поступить в университет в Соединённом Королевстве и Соединённых Штатах. Он вернулся в Александрию и выполнил требования для получения степени бакалавра медицины и хирургии с отличием на медицинском факультете Александрийского университета, которую он получил в 1985 году. В 1986 году он проработал один год в группе по обезвреживанию мин египетской армии, утилизируя мины времён Второй мировой войны в районе Эль-Аламейна перед отъездом в Соединённое Королевство, а затем в Соединённые Штаты Америки. Он переехал в Австралию в середине 1989 года, но провёл около года в Новой Зеландии, прежде чем вернуться в Австралию. Он начал работу в качестве стажёра, а затем врача-ординатора в Северо-Западной региональной больнице в Берни и больнице Латроба (ныне общественная больница Мерси) в Тасмании в 1992 году.
В конце 1993 года Авраам перешёл на работу в Королевскую больницу Дарвина на Северной территории, а в январе 1995 года перешёл на работу в Королевскую больницу принца Альфреда в Новом Южном Уэльсе, где он пробыл следующие одиннадцать лет. За это время он окончил и получил степень магистра медицины (MM) в области клинической эпидемиологии на медицинском факультете Сиднейского университета в 1998 году, прежде чем приступить к обучению в области общей хирургии.
В 2008 году ему удалось поступить на программу общей хирургической подготовки в Королевской больнице принца Альфреда, и он стал первым неспециалистом, получившим образование за границей, из неанглоязычной страны, который был принят на программу общей хирургической подготовки в этой больнице за её недавнюю историю.
В 1995 году, за год до рождения его первого сына Дэвида Маркуса, Абрахам был зачислен в резерв австралийской армии. Он направлялся как рядовой офицер и как гражданское лицо для спецопераций на Бугенвиле, Соломоновых Островах и Папуа — Новой Гвинее. В 1998 году родился его второй сын Дэниел Джонатан.
По случайному совпадению в 2003 году он стал первым мужчиной в истории, получившим стипендию в области хирургии от женщины, Анны Кольбе, которая была первой женщиной-президентом колледжа хирургов в мире. После получения стипендии Королевского австралийского колледжа хирургов он получил право на членство в Колоректальном хирургическом обществе Австралии и Новой Зеландии.
По завершении хирургической подготовки в Австралии он был удостоен стипендии Королевского колледжа хирургов Англии по приглашению его вице-президента в 2003 году. Он работал суперинтендантом хирургии в больнице Королевского принца Альфреда в течение трёх лет, прежде чем переехать в Кофс-Харбор, Новый Южный Уэльс, где он устроился на работу старшим преподавателем хирургии на медицинском факультете Университета Нового Южного Уэльса, а также посещал государственные и частные больница в качестве колоректального и общего хирурга. В середине 2020 года он вышел на пенсию из государственной больницы после 16 лет службы, но продолжает свою работу в частной клинике.
Он окончил и получил степень доктора философии (PhD) по хирургии в Сиднейском университете в 2008 году. В 2009 году он стал первым клиническим академиком, которого повысили до уровня ассоциированного профессора за одиннадцатилетнюю историю медицинской школы UNSW Australia.

## Публикации и исследования
Абрахам опубликовал более сорока статей и рефератов и сделал более тридцати презентаций на национальных и международных встречах в Австралии, Новой Зеландии, Китае, Сингапуре, Хорватии, Италии, Таиланде и США. Его опубликованная работа цитировалась в медицинской литературе более тысячи раз. Он разработал, провёл и опубликовал три систематических обзора, два исследования «случай-контроль», хирургическое рандомизированное контролируемое клиническое исследование, проспективное клиническое исследование и когортное исследование.
Он провёл и написал первый опубликованный систематический обзор причин невключения подходящих пациентов в хирургические рандомизированные исследования, первое опубликованное проспективное исследование причин невключения подходящих пациентов в хирургическое рандомизированное исследование, первое хирургическое рандомизированное контрольное исследование, которое когда-либо проводилось в Королевской больнице Дарвина, первое опубликованное проспективное сравнительное исследование повреждений миокарда после восстановления аневризмы аорты до того, как были проведены какие-либо рандомизированные испытания по этому вопросу, первый опубликованный метаанализ нерандомизированных сравнительных исследований хирургической процедуры, первое опубликованное прямое сравнение рандомизированного исследования и исторического контрольного исследования хирургической процедуры, первый опубликованный метаанализ краткосрочных результатов после лапароскопической резекции рака толстой кишки и первое опубликованное прямое сравнение метаанализа рандомизированных и нерандомизированных исследований хирургической процедуры.
Абрахам между 2007 и 2013 годами трижды давал интервью ABC Radio NSW и 2CS Radio, The Sydney Morning Herald, The Financial Review и National Channel 7 News около десяти раз, информируя о местном и национальном здравоохранении. Его переписка была представлена в Парламенте Нового Южного Уэльса в мае 2008 года.

## Награды
Нед Абрахам был удостоен награды за лучшие статьи, представленные на Surgical Grand Rounds отделением хирургии Королевской больницы принца Альфреда в 1997 году, награждён премией Тревора Тейлора Комитета специалистов персонала и правления Королевской больницы Дарвина дважды, в 1994 и 1995 годах и Призом патрона Медицинского совета Королевской больницы принца Альфреда в 1995 году.

### Членство
- Королевский австралазийский колледж хирургов[англ.][18]
- Королевская коллегия хирургов Англии (Сентябрь 2004 года)[19]
- Колоректальное хирургическое общество Австралии и Новой Зеландии — CSSANZ
- Отделение хирургии толстой и прямой кишки, RACS
- Общая хирургия Австралии — GSA
- Совет регионального подкомитета Нового Южного Уэльса и Австралийской столичной территории по общей хирургии
- Куратор базовой и продвинутой хирургической подготовки (на пенсии)
- Онкологическая группа (колоректальная) Института рака Нового Южного Уэльса[5]

## Личная жизнь
У Неда Абрахама двое сыновей: Дэвид Маркус (1996 г.р.) и Даниэль Джонатан (1998 г.р.).

## Избранные труды
- Selby WS, Griffin S, Abraham N, Solomon MJ (2002). Appendectomy protects against the development of ulcerative colitis but does not affect its course. The American Journal of Gastroenterology. 97 (11): 2834–8. PMID 12425556.
- Abraham N, Selby W, Lazarus R, Solomon M (2003). Is smoking an indirect risk factor for the development of ulcerative colitis? An age- and sex-matched case-control study. Journal of Gastroenterology and Hepatology. 18 (2): 139–46. doi:10.1046/j.1440-1746.2003.02953.x. PMID 12542596.
- Ho-Shon K. Waugh R. Abraham N. Solomon M. Angiographic Intervention in the Diagnosis and Treatment of Acute Unstable Lower GI Haemorrhage — A Retrospective Study. Australasian Radiology. 47(2):A7-9, June 2003.
- Abraham N, Eyers A, Pathma-Nathan N (2004). Acute diverticular phlegmon in colonic neovagina. ANZ Journal of Surgery. 74 (9): 809–10. doi:10.1111/j.1445-1433.2004.03159.x. PMID 15379823.
- Abstract: The Short Term Outcomes of laparoscopic colectomy for colorectal cancer; a meta-analysis. Abraham N.S. ANZ Journal of Surgery, June 2004
- Abraham NS, Young JM, Solomon MJ (2004). Meta-analysis of short-term outcomes after laparoscopic resection for colorectal cancer. The British Journal of Surgery. 91 (9): 1111–24. doi:10.1002/bjs.4640. PMID 15449261.
- Abraham N, Lemech L, Sandroussi C, Sullivan D, May J (2005). A prospective study of subclinical myocardial damage in endovascular versus open repair of infrarenal abdominal aortic aneurysms. Journal of Vascular Surgery. 41 (3): 377–80, discussion 380–1. doi:10.1016/j.jvs.2004.11.038. PMID 15838465.
- Abraham NS, Young JM, Solomon MJ (2006). A systematic review of reasons for nonentry of eligible patients into surgical randomized controlled trials. Surgery. 139 (4): 469–83. doi:10.1016/j.surg.2005.08.014. PMID 16627056.
- Abraham N.S. Hewett P. Young J.M. Solomon M.J. Non-entry of eligible patients into the Australasian Laparoscopic Colon Cancer Study. ANZ Journal of Surgery. 76(9):825-829, 2006.
- Abraham NS, Durairaj R, Young JM, Young CJ, Solomon MJ (2006). How does an historic control study of a surgical procedure compare with the 'gold standard'?. Diseases of the Colon and Rectum. 49 (8): 1141–8. doi:10.1007/s10350-006-0614-2. PMID 16841269.
- Abraham NS, Byrne CM, Young JM, Solomon MJ (2007). Meta-analysis of non-randomized comparative studies of the short-term outcomes of laparoscopic resection for colorectal cancer. ANZ Journal of Surgery. 77 (7): 508–16. doi:10.1111/j.1445-2197.2007.04141.x. PMID 17610681.
- Abraham N.S. Thesis for the Degree of Doctor of Philosophy (PhD) in Surgery, Faculty of Medicine of The University of Sydney: «A methodological assessment of non-randomised comparative studies as an alternative to the difficult-to-conduct randomised control trials of surgical procedures using the example of laparoscopic colorectal surgery» 2008.
- Abraham NS, Byrne CJ, Young JM, Solomon MJ (2010). Meta-analysis of well-designed nonrandomized comparative studies of surgical procedures is as good as randomized controlled trials. Journal of Clinical Epidemiology. 63 (3): 238–45. doi:10.1016/j.jclinepi.2009.04.005. PMID 19716267.
- Article «Five-year results show keyhole bowel cancer surgery is safe and effective» Health and ageing news University of Leeds Online Article published 4 November 2010 http://www.leeds.ac.uk/news/article/1196/five-year_results_show_keyhole_bowel_cancer_surgery_is_safe_and_effective
- Abraham N, Albayati S (2011). Enhanced recovery after surgery programs hasten recovery after colorectal resections. World Journal of Gastrointestinal Surgery. 3 (1): 1–6. doi:10.4240/wjgs.v3.i1.1. PMC 3030737. PMID 21286218.{{cite journal}}:  Википедия:Обслуживание CS1 (не помеченный открытым DOI) (ссылка)
- Ned Abraham: Do we really need randomized trials to assess colorectal cancer surgical procedures? Poster abs#254 Tripartite Colorectal Meeting 2011, Cairns, Queensland, Australia, 3-7 July